# 트나즈 트르판
트나즈 트르판(Tınaz Tırpan, 1939년 4월 28일~ )은 과거 부천 SK의 터키 출신 외국인 감독이다.
| 전임 최윤겸 | 제7대 제주 유나이티드 감독 2002 – 2003 시즌 | 후임 하재훈 (감독 대행) |